# Brabants Kamerkoor
Het Brabants Kamerkoor in 1939 opgericht te 's-Hertogenbosch heeft met name bekendheid gekregen in de lange periode waarin Reinier Wakelkamp dirigent was. Sinds november 2023 staat het koor onder leiding van Dorien Schouten.
Het koor bestaat uit ervaren amateurs die wekelijks op de maandagavond en op enkele studiedagen per jaar repeteren. Het koor zingt muziek uit vrijwel alle stijlperiodes en brengt ten minste tweemaal per jaar een nieuw programma, soms met uitsluitend a-capella-werken, maar vaak ook met instrumentale begeleiding. De concerten worden meestal in en rond 's-Hertogenbosch gegeven, maar het koor treedt ook op in Breda, Utrecht en Amsterdam en maakte concertreizen in Duitsland en Denemarken.
Regelmatig staan grote werken op het programma, zoals Monteverdi’s Mariavespers, de Hohe Messe, het Weihnachtsoratorium en de Matthäus-Passion van Bach, Ein deutsches Requiem van Brahms en Strawinsky’s Psalmensymfonie. Bij oude muziek werkt het koor samen met orkesten die authentieke historische instrumenten bespelen. In 2010 namen leden van het koor deel aan de Bosch Parade. 
Dirigenten:
2019-2023 Rienk Bakker
2016-2019 Beni Csillag
2000-2015 Fokko Oldenhuis
1996-2000 Hans Noyens
1967-1996 Reinier Wakelkamp
1960-1967 Evert van Tright
1939-1960 Frans van Amelsfoort